# Pema Kunzang Chogyal
Pema Kunzang Chogyal (tibétain : པད་མ་ཀུན་བཟང་ཆོས་རྒྱལ, Wylie : pad ma kun bzang chos rgyal), né en 1854 à Namtso au Tibet et mort le 11 janvier 1886 à Palpung dans le Kham, est un tulkou tibétain, 10e Taï Sitou Rinpoché, l'un des chefs spirituels les plus influents de la tradition karma-kagyu du bouddhisme tibétain et de la tradition kagyu en général.

## Biographie
Pema Kunzang Chogyal est né à Namtso près du lac éponyme au Tibet en 1854.
Le tulkou correspondant au 10e Tai Sitoupa est découvert par le 14e karmapa qui l'intronise au monastère de Palpung dans le Kham le 26 février 1860,.
Surnommé le "Tai Sitoupa sauvage" en raison de son caractère impétueux, et amateur de chevaux, il participe régulièrement aux jeux équestres des Khampas.
Il est aussi réputé pour ses décorations d'instruments de musique. 
Il fut un disciple du 14e karmapa et de Jamgön Kongtrul Lodrö Tayé.
Le 10e Tai Sitoupa est mort le 11 janvier 1886 au monastère de Palpung
Jamgön Kongtrul Lodrö Tayé a écrit au sujet du 10e Tai Sitoupa « Dès son jeune âge, le 10e Tai Sitoupa fit preuve d'une maîtrise spontanée des miracles et d'une grande prescience. Grâce à ses pouvoirs, il put franchir le Yangtsé à la saison des pluies et monter un cheval indompté de Dergué au monastère de Palpoung en deux heures. Il n'était pas rare que des personnes trouvent des fleurs dans les empreintes des sabots de son cheval. À Denkok, une personne conduisant un taureau sauvage rencontra un jour le Sitoupa sur un chemin. Celui-ci lui fit remarquer : “Ne gardez pas ce taureau !” Toutefois l'homme ignora sa mise en garde et pensa : “Ce ne sont que les dires d'un moine sauvage !” Peu après, l'homme fut tué par le taureau. Une autre fois, lors d'un voyage vers le Tibet central durant la mousson, le Sitoupa et son entourage furent bloqués par une rivière en crue. Tous jugeaient impossible la traversée de la rivière et commencèrent à dresser leurs tentes. Mais le Tai Sitoupa les réprimanda avec vigueur. Toutes les personnes du camp entrèrent alors dans le torrent et atteignirent l'autre rive sans encourir le moindre dommage. Il était connu pour avoir un comportement sauvage : il portait des masques et costumes, buvait de l'alcool, participait à des courses de chevaux et tirait au fusil. Toutefois, comme toutes les incarnations précédentes des Tai Sitoupas avaient adhéré au code monastique, le 10e Tai Sitoupa évita scrupuleusement les relations sexuelles. Ce type de conduite non conventionnelle n'était aucunement dû à une confusion mentale : il avait intentionnellement pris naissance dans ce monde. »